# 渡辺武 (日本共産党)
渡辺 武（わたなべ たけし、1915年（大正4年）3月24日 - 2005年（平成17年）10月4日）は、日本の政治家、経済学者。日本共産党参議院議員。

## 生涯
静岡県沼津市出身。1941年（昭和16年）九州帝国大学法文学部経済学科を卒業する。福岡経済専門学校（後の福岡大学）教授を務めた後、1946年（昭和21年）日本共産党に入党。党中央委員、中央委員会経済調査部長、経済政策委員会責任者などを歴任。
1968年（昭和43年）第8回参議院議員通常選挙で全国区から立候補し当選する。当選回数2回。党参議院国会対策委員長などを務めた。
2005年（平成17年）10月4日多臓器不全のため死去。90歳。

## 著書
- 『戦後日本資本主義と日米経済関係』新日本出版社、1968年。
- 『ドイツ大インフレーション その政治と経済』大月書店、1989年。